# 콘카베나토르
콘카베나토르(Concavenator)는 중생대 백악기 전기 지금의 유럽 대륙에 해당하는 지역에서 서식한 육식 공룡이다. 화석은 스페인에서 발견되었다. 속명의 뜻은 화석이 발견된 라스오야스(Las Hoyas) 채석장 근처의 도시 이름을 따온 '쿠엥카의 사냥꾼'을 의미한다.

## 발견

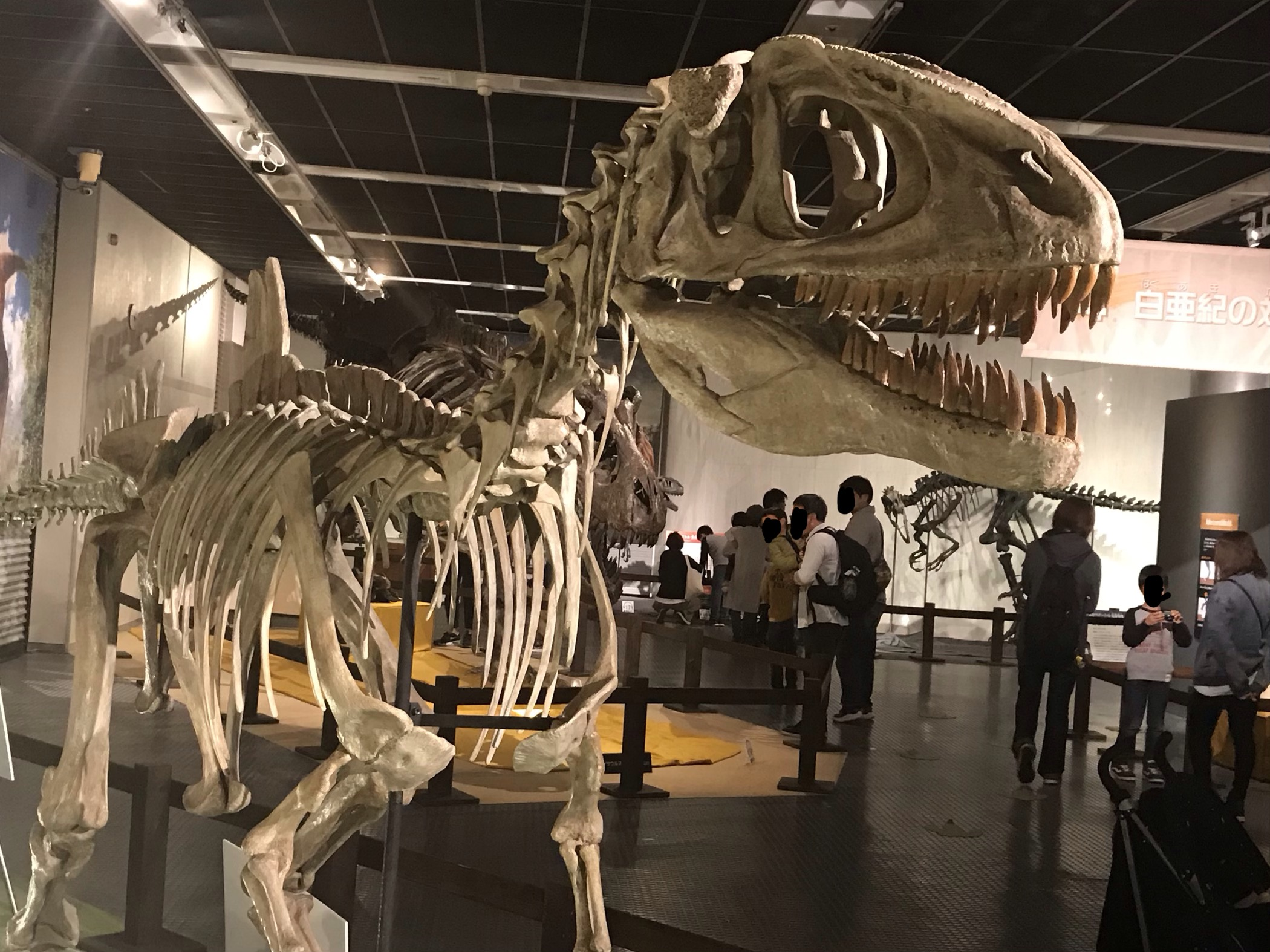
콘카베나토르의 화석

콘카베나토르의 화석은 페인 카스티야 라만차 지역의 '라우에르기나 층(La Huérguina Formation)'에세 발견되었다. 두개골, 10개의 경추, 13개의 등뼈 5개의 천추, 30개의 꼬리 척추로 구성되어 석회암에 둘러싸여 있었고, 부분적인 가슴 띠와 팔, 골반 띠와 다리뼈와 갈비뼈도 포함되어 있었다. 이후 2010년 ㅡ고생물학자 프란시스코 오르테가(Francisco Ortega)와 페르난도 에스카소(Fernando Escaso) 및 조세 루이스 산즈(José Luis Sanz)에 의해 기술되어 현재 카스티야-라만차 과학박물관에서 보존하고 있다.

## 특징

인간과의 크기 비교

콘카베나토르의 몸길이는 5 ~ 6 미터 (16 ~ 20 ft)이고, 무게는 320 ~ 400 킬로그램 (320,000 ~ 400,000 g)이다. 등에는 크고 좁은 상어의 것과 모양이 비슷한 돛이 있었다.이 돛은 체온을 조절하는 데 도움을 주는 동시에, 과시용이나 이성을 유혹하는데 쓰였을 것으로 추측된다.